# Comunitat de municipis d'Alta Cornualla
La Comunitat de municipis d'Alta Cornualla (CCMA) (en bretó Kumuniezh kumunioù Kerne-Uhel) és una estructura intercomunal francesa, situada al département del Finisterre a la regió Bretanya, dins el país de Centre Oest Bretanya. Té una extensió de 410,91 kilòmetres quadrats i una població de 14.934 habitants (2006).

## Composició
Agrupa 11 comunes :
1. Châteauneuf-du-Faou
2. Collorec
3. Coray
4. Landeleau
5. Laz
6. Leuhan
7. Plonévez-du-Faou
8. Saint-Goazec
9. Saint-Thois
10. Spézet
11. Trégourez